# Amaro Flores Sienra
Amaro Flores Sienra (Trinidad, 6 de octubre de 1928 - Montevideo, 9 de noviembre de 2002) fue un rematador, profesor, escritor y periodista uruguayo dedicado a la investigación histórica de la evolución de la subasta o almoneda y a la docencia en el curso de Rematador Público que dicta la Universidad del Trabajo del Uruguay, para el que escribió libros de texto.

## Biografía
Nació en la ciudad de Trinidad, primera Sección Judicial del departamento de Flores. Hijo de Alberto Flores Fernández y María Julia Sienra Sienra, fue el menor de ocho hermanos (Alberto, Raúl, Eduardo, Alicia, María Julia, Daniel y Eloísa). Tras el divorcio de sus padres —a la edad de seis años— se radicó con su madre y hermanos en Montevideo, asistió a la Escuela Brasil en el barrio de Pocitos. Completó educación secundaria en el Instituto Alfredo Vásquez Acevedo en 1946.
Casado en primeras nupcias con Sara Morador Fantoni y en segundas con Nanette Martínez Pereira-Machado tuvo dos hijos de su primer matrimonio, cinco hijos del segundo y veinte nietos.

## Rematador
Obtuvo el título de Corredor y Rematador Público, con la matrícula N.º 141, expedido el 1.º de agosto de 1955 y aprobó los cursos de Recibidor de Lana en Estancia, certificado por el Secretariado Uruguayo de la Lana (SUL). y Recibidor de Granos Forrajeros y Forrajes en General, autorizado por la Cámara Mercantil de Productos del País.
Fue encargado de importación de la firma SAIDAT entre 1948 y 1953, gerente de la firma W. Indart Gómez entre 1954 y 1957, Corredor de Cambios entre 1956 y 1958, Corredor del Banco de Seguros del Estado desde 1958 a 1973, Interventor por cuenta del Banco Transatlántico del Uruguay desde 1961 hasta 1963, Avaluador contratado por Asignaciones Familiares y Caja de Jubilaciones (Industria y Comercio) de 1974 a 1977 e Interventor Judicial en períodos varios.
Tuvo a su cargo locales de remates de bienes muebles (en Paysandú, Young y Canelones entre otros), remates de cerdos y productos de granja (en Paysandú, Guichón, Piedras Coloradas y Young), local feria de vacunos y lanares en San Ramón. Remates judiciales de juzgados Civiles, de Aduana, Penales, de Paz, Contencioso Aduanero y remates extrajudiciales del Banco Hipotecario del Uruguay. Realizó Tasaciones Privadas, Judiciales, de Aduana y del Banco Central del Uruguay, entre otras.

## Periodismo
Ejerció como periodista especializado en Remates y su entorno comercial y técnico en La Mañana junto a Diego Flores Mora en la página La Buhardilla de los Remates durante 1983; en El Día, entre 1989 y 1990, con la página Bajando el martillo; en el semanario La Prensa, en 1995, y en La República, de 1993 a 2000, con la página Bajando el martillo en La República. Colaboró además en revistas especializadas como Pregonero (órgano oficial de la Asociación Nacional de Rematadores) y Seguros.

## Docencia
En 1985 ganó un concurso de oposición y mérito para el cargo de profesor en la asignatura Práctica profesional del rematador en un nuevo curso de un año de duración que la Universidad del Trabajo del Uruguay abriría el año siguiente.
Fue profesor del curso de Rematadores en Montevideo y Canelones (Atlántida) desde su inicio en 1986, en las asignaturas: Práctica profesional, Técnica de ventas, Marketing y Comercialización y Tasaciones, impulsor de la extensión del curso de uno a tres años y co-redactor de los programas correspondientes a sus materias.
Dictó conferencias e integró mesas examinadoras en las Escuelas Técnicas de UTU en Paysandú, Rivera, Tacuarembó, Durazno, Maldonado, Colonia, Cerro Largo,   Canelones  y Montevideo. Disertó por invitación de la Facultad de Derecho en las asignaturas Práctica Forense I y II sobre el tema Vía de apremio, embargo y remate.
Además de impulsar la extensión del curso de Rematador de uno a tres años y ser coautor de los programas relativos a sus asignaturas, redactó los libros de texto de las asignaturas Práctica profesional, Técnica de ventas y Tasaciones.
Desarrolló a lo largo de su carrera un profundo conocimiento de la historia de la subasta desde la antigüedad hasta la actualidad, de la actividad profesional del rematador y del marco legal en que desarrolla su actividad como agente de comercio y auxiliar de justicia, destacando en su obra y en su actividad privada y docente la ética profesional del rematador —su recta trayectoria— como su mayor patrimonio.

## Actividad artística
Fue actor de teatro en las décadas de 1950 y 1960. Actuó en diversas obras con la Comedia Municipal de Paysandú, lo hizo en la inauguración el 22 de octubre de 1959 con la obra «Locos de verano» de Gregorio de Laferrère junto a las actrices Dora Curto y Sara Campal.
Como cantante de tango se presentó con el seudónimo Carlos de la Sienra en Montevideo y otras ciudades de Uruguay así como en el programa radial Pentagrama de Estrellas en Radio Sarandí.

## Libros de Texto
Redactó los libros de tres materias del curso de Rematadores: 
Práctica profesional del Rematador es un libro que además del contenido teórico curricular de la materia incluye un detallado instructivo de los procedimientos y formularios requeridos para las gestiones más frecuentes que debe realizar un rematador ante los diversos organismos del estado uruguayo, en cada nueva edición el Prof. Flores Sienra corrigió y actualizó esos instructivos de acuerdo a los cambios legislativos que habían sucedido en el período entre ediciones. Si bien el contenido teórico del libro mantiene plena vigencia, dado el tiempo pasado desde la última edición gran parte de su información procedural se ha vuelto obsoleta.
El texto de Técnica de ventas  fue incluido por Flores Sienra en un solo libro junto con Práctica profesional del Rematador a partir de la segunda edición de este último. 
En el Manual de Tasaciones Flores Sienra toma la base teórico-matemática de las tasaciones y sobre ella desarrolla un método práctico de aplicarla a tasaciones tan diversas como yacimientos mineros, bienes muebles o filatelia, entre otras. Esta característica lo ubica —en palabras de Eduardo Magnou— dentro de una corriente renovadora de la tasación a nivel mundial.
Eduardo Magnou remitió a Flores Sienra una nota sobre su libro que fue incluida en la segunda edición; en esa nota, refiriéndose al Manual de Tasaciones de Flores Sienra, dijo:

Si el autor del manual merece ser felicitado es por motivos más significativos, algunos de los cuales expongo a continuación:

   Conocedor como me jacto de serlo de la literatura sobre el tema, sepa usted que el suyo es el único libro por mí conocido que aborda la tasación práctica en su integridad. Cierto que hay autores teóricos, como el italiano Simonotti con su Fondamenti di Metodologia Estimativa, o yo mismo, que hemos sido llevados por la naturaleza de nuestras investigaciones a presentar los resultados obtenidos en forma de una teoría general de la tasación, pero nadie hasta ahora se había atrevido a componer un manual práctico que abordara simultáneamente y unidos por un mismo hilo conceptual locales, campos, yacimientos y minas, casas habitación, lanas, granos forrajeros, numismática, filatelia, semovientes, cueros, buques, obras de arte, joyas, intangibles, bienes funerarios.
   Su libro se enrola decididamente en una corriente renovadora de la tasación que tiene alcance mundial, con aportaciones de relevancia en la Argentina, Brasil, Estados Unidos de América, Canadá, España e Italia. Pero esas aportaciones provienen fundamentalmente del campo teórico. Uruguay ingresa con usted al club renovador con la singular y llamativa característica de hacerlo desde el terreno práctico.
   Lo que resulta más impactante del manual es la manera como usted armoniza el desarrollo práctico, fruto de su dilatada experiencia en el ejercicio profesional, con un substrato teórico de vanguardia que ha tomado de otros, pero asimilándolo de tal manera que impregna todo el libro. Me permito insistir sobre esto por lo reconfortante que nos resulta a los teóricos de la tasación ver a un hombre del oficio que, lejos de rechazar la teoría o de usarla como mero contorno ornamental, la utiliza bien y mucho en todos sus desarrollos operativos. Créame que, lamentablemente, el caso no es frecuente.

Eduardo Magnou, Buenos Aires, diciembre de 1993

## Obras
- Práctica profesional del rematador, Fundación de Cultura Universitaria, Montevideo, 1.ª Ed. 1988
- Práctica profesionaldel rematador y técnica de ventas, Fundación de Cultura Universitaria, Montevideo, 2.ª Ed. 1990
- Manual de Tasaciones, Fundación de Cultura Universitaria, Montevideo, 1.ª Ed. 1991
- Práctica profesional del rematador y técnica de ventas. Addenda, Fundación de Cultura Universitaria, Montevideo, 1993
- Práctica profesionaldel rematador y técnica de ventas, Fundación de Cultura Universitaria, Montevideo, 3.ª Ed. 1996, ISBN 9-974200-41-5
- Manual de Tasaciones, REG S.A., Montevideo, 2.ª Ed. 1998

### Osiris Rodríguez Castillos
El poeta Osiris Rodríguez Castillos era amigo personal de Flores Sienra y de sus hermanos Daniel y Raúl, por ello les dedicó su libro Entierro de Carnaval. Osiris confundió el apellido de Doña María Julia Sienra —madre de los tres— y publicó el libro colocándole en la dedicatoria el apellido de su exesposo.
« A Dña. María Julia Flores de Sienra (sic) (“mama Julia”!) y a Daniel, Amaro y Raúl Flores Sienra; “porongueros”; nacidos para la amistad como los hermanos Valiente para la leyenda... »

Osiris Rodríguez Castillos (1960) Entierro de carnaval: Los durmientes. Dos cuentos de plata. Montevideo. Galería Libertad. p.3 (dedicatoria)
A fines de la década de 1950, Osiris vivió en la casa de Amaro Flores Sienra en Paysandú y expresó su agradecimiento a Nanette, su esposa, en la dedicatoria de puño y letra que le redactó en la carátula de un ejemplar de 1904 Luna Roja, donde dice:
« Para Nanette, recuerdo de mi paso por su hogar, tan a manera de nuestras altas tradiciones de hospitalidad. Con las seguridades de mi más acendrado afecto. »

Osiris Rodríguez Castillos. Paysandú. 2/09/1959

## Defunción
Falleció en Montevideo la mañana del 9 de noviembre de 2002, a la edad de 74 años, aquejado de cáncer de laringe. 